# ヤニク・ハベラー
ヤニク・ハベラー（Janik Haberer 、1994年4月2日 - ）は、ドイツ・バーデン＝ヴュルテンベルク州ヴァンゲン・イム・アルガウのプロサッカー選手。ブンデスリーガ・1.FCウニオン・ベルリン所属。ポジションは、ミッドフィールダー。

## クラブ経歴
2022年5月9日、1.FCウニオン・ベルリンへの移籍が決まり、同年7月より加入することが発表された。